# Дрегер, Ричард
Ричард Артур «Дик» Дрегер (англ. Richard Arthur "Dick" Draeger; 22 сентября 1937, Пасадина, Калифорния — 8 февраля 2016, Новато, Калифорния) — американский гребец, выступавший за сборную США по академической гребле в начале 1960-х годов. Бронзовый призёр летних Олимпийских игр в Риме, победитель и призёр регат национального значения.

## Биография
Ричард Дрегер родился 22 сентября 1937 года в городе Пасадина, штат Калифорния.
Занимался академической греблей во время учёбы в Стэнфордском университете, состоял в местной гребной команде, неоднократно принимал участие в различных студенческих регатах. Позже проходил подготовку в клубе «Лейк-Вашингтон» в Сиэтле.
Наивысшего успеха в гребле на международном уровне добился в сезоне 1960 года, когда стал чемпионом США в зачёте распашных рулевых двоек, вошёл в основной состав американской национальной сборной и благодаря череде удачных выступлений удостоился права защищать честь страны на летних Олимпийских играх в Риме. В двойках совместно с Конном Финдли и рулевым Кентом Митчеллом в финале пришёл к финишу третьим позади экипажей из Объединённой германской команды и Советского Союза — тем самым завоевал бронзовую олимпийскую медаль.
После римской Олимпиады Дрегер больше не показывал сколько-нибудь значимых результатов в академической гребле на международной арене.
В 1978 году вернулся в греблю в качестве спортсмена-ветерана, с этого времени периодически принимал участие в мастерских регатах. Проживал в округе Марин и был членом Маринской гребной ассоциации.
Умер 8 февраля 2016 года в Новато в возрасте 78 лет.